# En días como hoy
En días como hoy va ser el programa matinal de Ràdio Nacional d'Espanya dirigit i presentat per Juan Ramón Lucas entre setembre de 2007 i agost de 2012.
Va substituir Las mañanas de Radio 1 d'Olga Viza, programa emès durant la temporada 2006-2007. El programa va finalitzar al setembre de 2012, i fou substituït als matins de Ràdio Nacional per El día menos pensado, presentat per Manolo H. H.; després de l'entrada del nou equip directiu en RNE, encapçalat per Leopoldo González-Echenique i Manuel Ventero.

## Estructura
En días como hoy arrencava a les 6 del matí i acabava a les 12 del migdia. Es distingien dues seccions ben diferenciades. D'una banda, el tram d'actualitat (des de les 6 a les 10) al seu torn subdividit en informació (de 6.00 a 8.30) amb desconnexions regionals, i anàlisis (de 8.30 a 10.00). Realitzaven informatius territorials a les 7.25 i a les 7.50. Per una altra, a les 9.00 i fins a la finalització del programa, hi havia entrevistes i es tractaven temes de cultura, televisió, social, música, etc.

## Seccions
- "La mirada cítrica" amb Roberto López, Mónica Chaparro i Luismi Martínez (dilluns a dijous cap a les 10:22h).
- "Audiozapping" i "Verdadero o falso" amb Fernando Ramos (de dilluns a divendres).
- "Haciendo amigos" amb Máximo Pradera (dilluns i dimecres)
- "El personaje" (dimarts) i "Las cosas de Amela" (divendres) amb Víctor Amela.
- "El microfonazo" amb Manolo H. H..
- "Efemérides" amb Nieves Concostrina (de dilluns a divendres a les 07:35h).
- "Antes y después" amb Rafa Roa (divendres).
- "Queremos saber": Cuina amb Sacha Hormaechea (dilluns); Literatura amb Ignacio Elguero i Salut amb Jesús Sánchez Martos (dimecres); Paleontologia amb Juan Luis Arsuaga (dijous); Naturalesa amb Joaquín Araujo (divendres).
- "Músicas": Música pop i rock amb Manolo Fernández (dilluns); Música lleugera amb Fernando Martín (dimarts); Flamenc amb Teo Sánchez (dimecres); Músiques del món amb Carlos Galilea (dijous); i Hip-hop amb Jota Mayúscula (dijous).
- "El diccionario de actualidad" smb Marc Sala (de dilluns a divendres a les 10:05h).
- "El cuento de Jorge Bucay" (dilluns, 11:00h).
- "Estrenos de cine" amb Yolanda Flores (divendres).
- "Blog económico" d'Ernesto Ekaizer (dimarts i dijous).

## Equip
- Subdirecció: Araceli Palomeque i Marc Sala.
- Equip de redacció: Laura Madrid, Helena Burgos, Elena Pérez, Araceli Sánchez, Mónica Muela, Alejandro Silva, Gonzalo Prieto, Santiago Echeverría i Yagoba Gutiérrez (informatiu matinal) i Carlos Santos, Maribel Sánchez de Haro, Meritxell Planella, Loreto Souto, Paula Lobera, Paloma Cortina i Álvaro Soto.
- Equipo de producció: Mónica Sáinz, Mar del Val i Ana Ramos.
- Equip tècnic: Guillermo Willy Mercado (Realitzador), Raúl Duque, Javier Garrido, José Enrique Martín i Juan Carlos Gómez (Tècnics de so).